# アルティーリ千葉
アルティーリ千葉（アルティーリちば、英: Altiri Chiba）は、千葉県千葉市をホームタウンとするプロバスケットボールチーム。運営法人は株式会社アルティーリ。2020年に創設され、現在はB1リーグの東地区に所属が決定している。2026-27シーズンからのB.LEAGUE PREMIER (Bプレミア) 参入が決定している

## 概要
求人サイト「Green」などを運営する株式会社アトラエが創設。
2021-22シーズンからのB3リーグ参入を申請し、第1次審査を通過。
そして2021年4月14日のB3リーグ理事会で、2021-22シーズンB3リーグ公式試合参加資格・最終審査および入会審査について合格となった。
「Altiri（アルティーリ）」とは、エスペラント語で「惹きつける・魅了する」の意（英「Attract」）。。またチームロゴは、“盾”をモチーフとしながら、文化を創り出すきっかけである“文字”として、AとCを落とし込んだデザインになっている。
2021年9月1日より、ホームアリーナである千葉ポートアリーナの最寄駅である、JR千葉駅・千葉みなと駅・京成千葉中央駅の構内と千葉都市モノレール・千葉海浜交通の車体にラッピング広告が施された。また、このラッピング広告は『千葉市都市文化賞2021・景観広告部門』にノミネートされ、優秀賞を受賞した。
2024年2月28日、デロイトトーマツ社によるBリーグクラブの経営レベルをマーケティング・経営効率・経営戦略・財務状況の視点で、数値化して示す指標「Bリーグマネジメントカップ2023」において、B2参入初年度でB2優勝を達成していることが発表された。
2024年5月14日、アトラエが一部の株式売却を発表し非連結化された。株式は、アルティーリ代表でアトラエ代表の新居佳英のほか、メルカリ会長の小泉文明、マイベスト代表の吉川徹などインターネット企業の要職個人が所有している。

### チームカラー
チームカラーは   ブラックネイビー。

### チアダンスチーム
- Aills(エイルス)
  - 2021年、「チア」の要素とパフォーマンスとしての「ダンス」の要素を融合させたパフォーミングサポーター集団として結成された。[15]
  - 2022-23シーズンから名称を「Aills(エイルス)」として活動。“Aills”という名前は、「援助」や「慈悲」という意味のある“Eirs”と、“A (アルティーリ千葉を)” + “ills (最上級に導く者たち)”という2つの意味を持つ。[16]

### MC
アリーナMCはまつみたくやが担当している。

### ファンの呼称
アルティーリのファンの呼称をA-xx (アックス)としている。
「"ファン"という概念を超えて、共にクラブを創る一員であり、それは質を高めてくれる掛け算のような存在で、共に戦う仲間」という思いからアルティーリファンの事を"A-xx (アックス)"と呼んでいる。

### 下部組織
- アルティーリ千葉U15

2023年4月に設立。
- アルティーリ千葉U18

2023年4月に設立。

### メディカルパートナー
選手の健康管理、パフォーマンス向上を目的とした医療領域での支援を受けられるよう、千葉大学医学部附属病院と医療支援に関する協定書を締結している。

### 開催アリーナ
2023年1月、千葉市と連携協定を締結。2028年をめどに千葉市内に新アリーナを建設する方針であることを明らかにした
。
2024年10月、2026年から始まる新トップカテゴリの「B.LEAGUE PREMIER（Bプレミア）」に向けて千葉ポートアリーナを改修することを発表した。
アルティーリと資本提携およびスポンサー契約を締結しているヒューリックは、2万人を収容できる国内最大級のアリーナを幕張海浜公園Aブロックでの建設を検討し、開業時期は2030年。アルティーリ千葉のホームアリーナ以外に音楽ライブやエンターテインメントイベント等の開催にも対応可能なマルチユース型施設とし、世界の多様なエンターテイメントを発信するグローバルアリーナを予定している。また、ヒューリックがアリーナを建築し、竣工後に千葉市へ寄附する手法を検討。
| ホームアリーナ                     | 21-22  | 22-23 | 23-24 | 24-25 |
| ---------------------------------- | ------ | ----- | ----- | ----- |
| 千葉ポートアリーナ                 | 10(12) | 18    | 30    | 30    |
| 大網白里アリーナ                   | 4      | 4     | -     | -     |
| ゴールドジム幕張ベイパークアリーナ | 2      | 2     | -     | -     |
| 富津市総合社会体育館               | 2      | -     | -     | -     |
| 千葉県立館山運動公園体育館         | 2      | -     | -     | -     |
| 松山下公園総合体育館               | 0(2)   | 2     | -     | -     |
| 市川市塩浜市民体育館               | 0(2)   | -     | -     | -     |
| バルドラール浦安アリーナ           | 0(2)   | 4     | -     | -     |
| ホーム試合数計                     | 20(28) | 30    | 30    | 30    |

括弧内は開催予定だった試合数

## 歴史

### 参入前
- 2020年（令和2年）：求人サイト「Green」などを運営する株式会社アトラエが創設[24]。
  - 9月：2021-22シーズンからのB3リーグ参入を申請し、第一次審査を通過した[7]。
- 2021年（令和3年）
  - 4月：B3リーグ理事会で、2021-22シーズンB3リーグ公式試合参加資格・最終審査および入会審査について合格となった[8]。

### B3リーグ

#### 2021-22シーズン
スローガン：Attract the World
初代HCには、オーストラリア代表HCを務めたアンドレ・レマニスを招聘。
選手には、大塚裕土や岡田優介など、B1リーグでのプレー経験が豊富な選手の獲得に成功した。
また、2021年10月12日に開催されたB.LEAGUE理事会において、岐阜スゥープス、長崎ヴェルカと共に、B.LEAGUE準加盟が承認された。
このシーズンは第4節ゴールドジム幕張ベイパークアリーナでの豊田合成スコーピオンズ戦2試合を除いた全ホームゲームをスポンサーの協賛により、発券手数料、システム利用料のみの実質無料開催することとなった。
1年目である2021-22シーズンは、シーズン中レオ・ライオンズ、ワース・スミス、ロバート・ドジャーなど、立て続けに故障者が発生したものの37勝7敗で2位となる。
2位となったことにより、2020-21シーズンの結果から昇格決定戦への出場権を持っているトライフープ岡山との昇格決定戦が、2021-22シーズン終了後の2022年5月28日に東京体育館で行われた。昇格決定戦では、100-69でアルティーリ千葉がトライフープ岡山に勝利し、1年目シーズンにしてB2昇格を決めた。

### B.LEAGUE

#### 2022-23シーズン（B2 東地区）
オーストラリアのNBLからブランドン・アシュリー、アジア特別枠としてコービー・パラスらを補強した。
2023年4月22日、リーグ戦残り1試合を残しクラブ史上初タイトルとなるB2東地区の地区優勝を決めた。千葉ポートアリーナで行われたB2プレーオフでは、クォーターファイナルで青森ワッツに２連勝。セミファイナルでは、アルティーリ千葉と同じく同シーズンB3から昇格した長崎ヴェルカと対戦、第一戦でレオライオンズが負傷離脱、第一戦を91-104で落としたものの第二戦を93-61で勝利。B1昇格を掛けた第三戦では、86-91で敗戦しB2初年度でのB1昇格は成らなかった。

#### 2023-24シーズン（B2 東地区）
青森ワッツからアレックス・デイビス、ニュージーランド・ブレイカーズからデレク・パードン、信州ブレイブウォリアーズから前田怜緒、川崎ブレイブサンダースから熊谷尚也らを補強した。2023年11月24日、アジア特別枠として中国代表の劉傳興と契約合意したことを発表した。2024年1月5日には、U22日本代表・東海大学キャプテンの黒川虎徹選手が、特別指定選手として加入することを発表した。3月3日にアオーレ長岡で行われた新潟アルビレックスBB戦に勝利し、2年連続2度目のB2東地区優勝を達成。B2リーグでの地区2連覇は、2018-19, 2019-20シーズンに中地区で優勝した信州以来2チーム目である。レギュラーシーズンは、56勝4敗の成績で二年連続リーグ一位通過をした。56勝はB2史上最多勝利数・0.933はB2史上最高勝率となった。千葉ポートアリーナで行われたB2プレーオフでは、クォーターファイナルをワイルドカードのベルテックス静岡を相手に2連勝で突破し、セミファイナルでは、越谷アルファーズと対戦したが第1戦を93-97で落とすと・第2戦を72-75と2連敗し、二年連続でB1昇格を逃す結果となった。

#### 2024-25シーズン（B2 東地区）
新外国籍として神戸ストークスに所属していたトレイ・ポーターを獲得した。2025年1月1日、U16・U17・U18・U19日本代表・2024年FIBAアジアカップ日本代表候補の渡邉伶音選手が、特別指定選手として加入することを発表した。3月15日に千葉ポートアリーナで行われたライジングゼファー福岡戦に勝利し、3年連続3度目のB2東地区優勝を決めた。また3年連続リーグ1位通過も決めており、B2リーグでの地区3連覇・3年連続リーグ1位通過は、どちらもリーグ史上初の記録となる。レギュラーシーズンは、ホームゲーム全勝、57勝3敗の成績で三年連続リーグ一位。57勝・0.950は、前シーズン(2023-24シーズン)アルティーリ千葉が記録したB2史上最多勝利数および最高勝率を更新し、B2史上初の最多勝利数および最高勝率となった。千葉ポートアリーナで行われたB2プレーオフでは、クォーターファイナルでワイルドカードの熊本ヴォルターズを相手に2連勝。セミファイナルでは、昇格を掛けて信州ブレイブウォリアーズと対戦し、第1戦を83-59・第2戦を75-66で2連勝。その結果、3回目のB2プレーオフ挑戦でセミファイナルを突破し、悲願のB1初昇格を達成した。千葉ポートアリーナで行われたB2ファイナルでは、富山グラウジーズと対戦、第一戦を92-98で落としたものの第二戦を92-71で勝利。2025年5月19日、B2リーグ優勝を掛けた第三戦では、試合前に千葉ポートアリーナが停電になり中止。翌5月20日、Bリーグは第三戦の代替試合は行わない事を決定。アリーナを所有する千葉市は、停電の原因については、漏電が起きた際に事故を防ぐため電路を遮断する安全装置の誤作動だったと発表した。5月22日、Bリーグは2024-25シーズンのB2リーグ年間優勝をアルティーリ千葉と富山グラウジーズの同時優勝とする事を決定した。Bリーグの同時優勝は史上初となる。プレーオフ最優秀選手賞は、黒川虎徹が選出された。

#### 2025-26シーズン（B1 東地区）
2025年6月4日、帰化枠として島根スサノオマジックに所属していた日本代表エヴァンスルークと契約合意したことを発表した。

## タイトル・表彰

### B.LEAGUE
- 2023-24
  - B2レギュラーシーズン最優秀選手賞 ブランドン・アシュリー[46]
  - B2ベスト3P成功率賞 大塚裕土
  - B2ベストFT成功率賞 木田貴明
- 2024-25
  - B2レギュラーシーズン最優秀選手賞 ブランドン・アシュリー[47]
  - B2ベスト3P成功率賞 大塚裕土[48]
  - B2プレーオフ最優秀選手賞 黒川虎徹[49]

## 記録
- B2史上最多勝利数：56（2023-2024シーズン）
- B2史上最高勝率：.933（2023-2024シーズン）[50]
- B2史上最多勝利数：57（2024-2025シーズン）
- B2史上最高勝率：.950（2024-2025シーズン）[51]

### 千葉市のプロスポーツチーム
- 千葉ロッテマリーンズ
- ジェフユナイテッド市原・千葉

### アトラエ関連
- 水戸ホーリーホック - 茨城県水戸市をホームタウンとするJリーグチーム。アトラエがユニフォームスポンサーに名を連ねる。2022年シーズンをもって契約終了

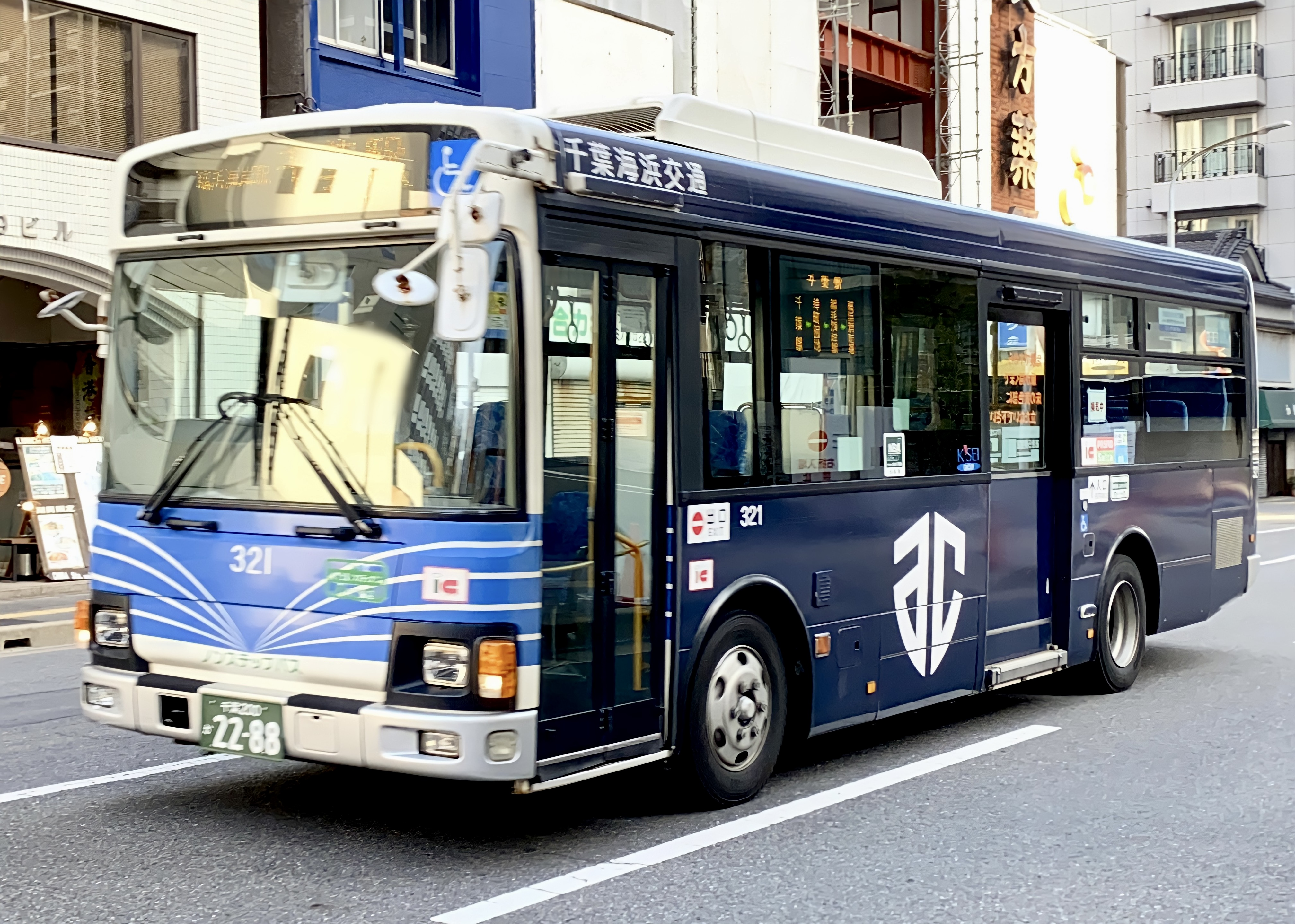
千葉海浜交通321号車公式側
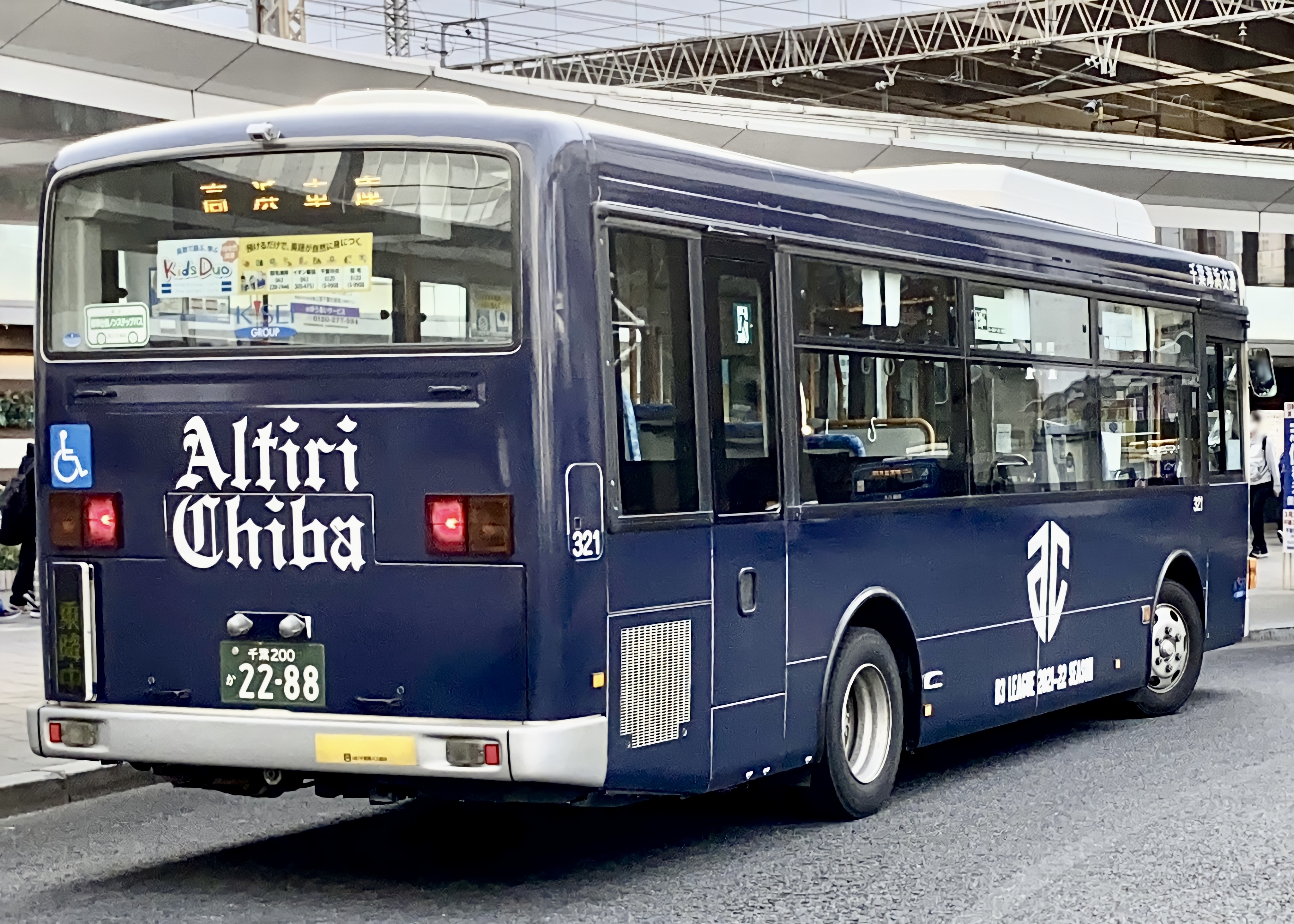
千葉海浜交通321号車非公式側
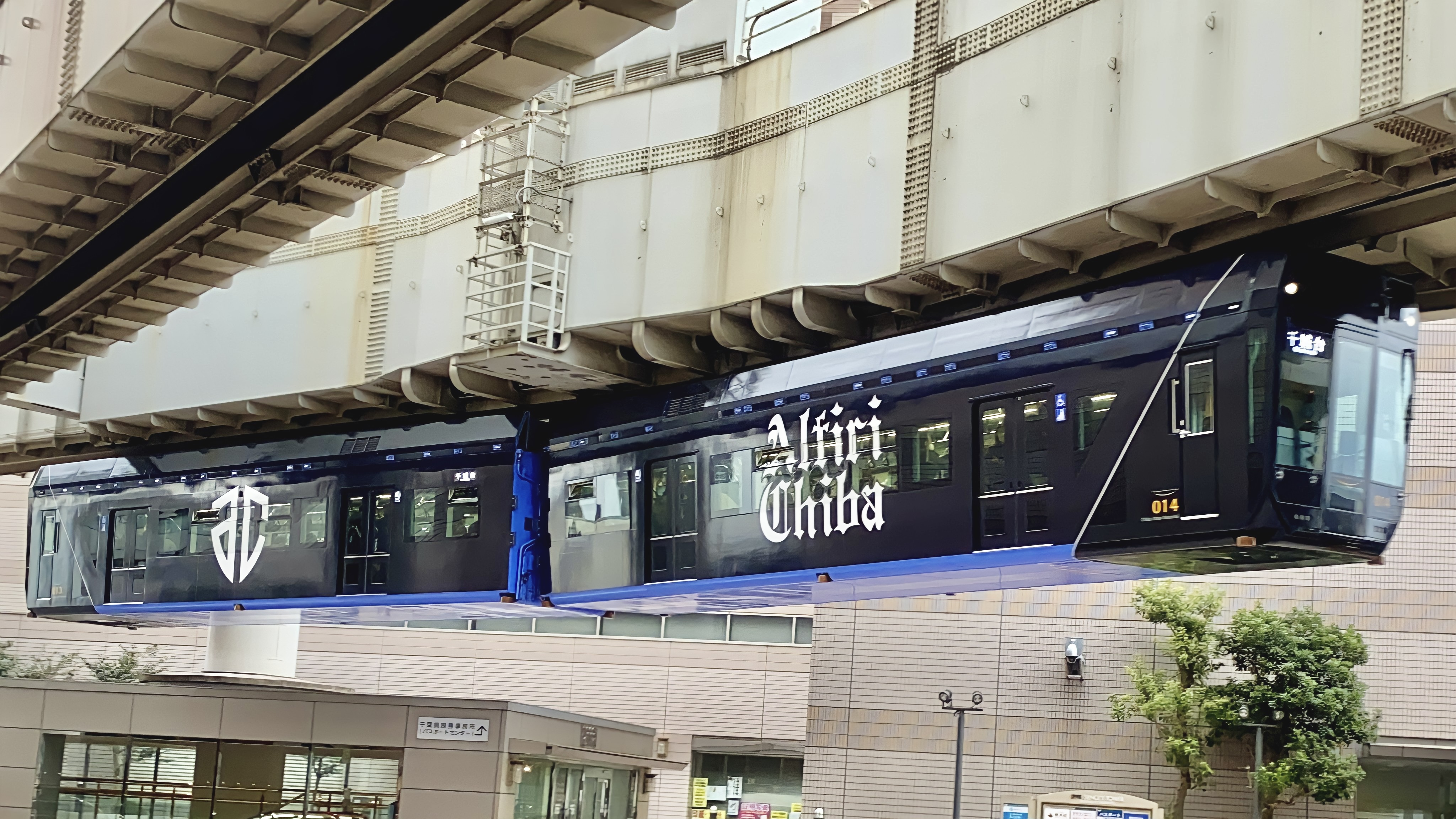
千葉都市モノレール27編成